# 重庆南温泉
重庆市南温泉风景区位于重庆市巴南区南泉街道境内，景区最早开发于1927年，距重庆市区约18公里，属于重庆市一级公园，是重庆市十佳旅游风景名胜区。景区以其内温泉而闻名，因位于重庆市区南面，被称为“南泉”。景区内又分为四大观赏区：温泉、铧园、仙女、竹石苑。

## 景区布置
景区内温泉发现于明朝，始建于清朝，为硫酸钙镁钠型温泉，水温39~42℃。由于温泉周围环境优雅，森林密布，且不易被日军飞机侦察到地面情况，第二次世界大战期间，蒋介石、林森、孔祥熙纷纷在温泉旁建立修养和避难寓所，如今成为众多抗战文化遗址中的一部分。
景区内有一九九二年建立的的重庆赏石馆，展出中国各地所产的五十四类石种一千余件。
景区常年在春季举办的春季花展，在秋季举办金秋桂花展。

## 景区交通
- 302路，解放碑开往界石，解放碑至南泉2.5元。
- 312路，南坪开往姜家，南坪至南泉2.0元
- 314路，南坪开往石龙，南坪至南泉2.0元
- 317路，南坪开往月华，南坪至南泉2.0元
- 309路，李家沱开往公平，李家沱至南泉1.5元
- 611路（中级），黄泥磅开往南泉，南坪至南泉3.0元

另外南坪公共汽车总站对面由南坪经四五六七公里开往长生和界石方向的小巴均可到到南泉，南坪至南泉票价2.0元。